# 东正教上海教区
东正教上海教区是东正教在上海市设立的一个教区，是一个以俄侨为主体的教会。成立于民国13年（1924年）5月，西蒙任首任主教。民国35年（1946年），因时任主教圣伊望反对中华东正教会大主教魏克托尔归正莫斯科牧首区（苏联背景），教会分裂。分裂状况持续至1949年春伊望离沪。1965年，东正教上海教区活动停止。

## 传教历史

### 建立教区前的传教工作（1901—1924）
光绪二十一年（1895年），上海有俄侨28人，沙俄政府以途经上海的俄商和俄海员日益增多为借口，欲在上海建立东正教堂，遭到清政府的拒绝。光绪二十七年（1901年），《辛丑条约》签订后，清政府同意了沙俄政府提出的在上海建立东正教堂的要求。次年，俄罗斯正教驻北京传道团在闸北地区购地筹建东正教堂。光绪三十一年（1905年），上海建成第一座东正教堂——主显堂。
十月革命后，众多俄侨流亡上海，由吉洪司祭（正教会）主持的俄国灾民赈济会假座俄国驻沪总领事馆举办各种宗教道德座谈会和报告会。在这基础上，俄侨著名医师卡扎科夫倡议组织上海俄侨正教协会，藉以团结流亡在沪的俄侨东正教徒。民国12年（1923年）2月22日，在上海召开代表会议，成立上海俄国正教协会，并通过协会组织章程；会议推选西蒙为名誉会长，卡扎科夫医师为该协会会长。

### 西蒙主教时期（1924—1930）
民国13年（1924年）5月，俄罗斯正教驻北京传道团大主教英诺肯提乙宣布成立中华正教会，归属流亡在塞尔维亚的俄罗斯正教会域外教会（白俄背景）。该会在北京成立总会，传教总部设在天津，下辖北京、上海、哈尔滨、新疆、天津五个教区，任命主显堂堂长西蒙司祭为上海教区首任主教。祝圣仪式于 9 月 4 日在哈尔滨圣尼古拉斯大教堂举行。
20世纪20年代，随着原俄国人大量来沪，东正教传入卢湾区（现黄浦区）及徐汇区境内。民国13年（1924年）4月，贝当路（现衡山路）737弄1号俄国商业学校附设教堂，称提唤堂，供师生祈祷。12月初，俄国退伍海陆军人联合会创建第一所教堂，堂址霞飞路（今淮海中路）588弄13号，次年3月21日正式开放，主持人司祭尼古拉夫斯基，遂名圣尼古拉夫斯军人小教堂。
民国15年（1926年）12月，俄侨于惠民路120弄5号募捐租赁两幢二层楼房，改建成教堂，称救主堂。东正教传入杨浦区境内。
民国16年（1927年），有1000余名俄侨手持蜡烛参加了主显堂的复活节晨祷。

### 魏克托尔主教时期（1931—1933）
民国20年（1931年）6月26日，西蒙晋升为中华正教会大主教，仍驻节上海。次年10月21日，魏克托尔于南斯拉夫王国任上海主教。
同年，魏克托尔向东正教徒和白俄侨民集资，在亨利路（今新乐路55号）建造东正教堂及主教府，即圣母大堂。同时，原沙俄中将格列博夫发起募资建立圣尼古拉斯堂，堂址高乃依路18号（今皋兰路16号）。12月18日，举行奠基典礼。在圣母大堂建成以前，此堂为上海东正教徒、尤是旅沪俄侨宗教生活的中心。
民国21年（1933年），一·二八事变发生，主显堂遭日军炮火击毁。

### 伊望主教时期（1933—1949）
民国22年（1933年）2月中旬，西蒙大主教在筹建圣母大堂时患重感冒，最终于24日去世。魏克托尔随后接任中华正教会大主教。次年，伊望接任主教。同年3月31日，圣尼古拉斯堂建成。6月4日，举行圣母大堂奠基典礼。
民国24年（1935年）6月24日，由司祭李逊一发起，成立上海中国正教协会。协会由虞洽卿担任会长，文子正等担任副会长。
民国25年（1936年）2月，圣母大堂建成，伊望兼任堂长。同年，上海中国正教协会在圣母大堂开办华俄学校，并在白克路（今凤阳路）鹏飞小学增设夜校部招收中国学生，聘请俄侨担任俄语教师。同年4月，又增设汉语官话课，招收俄侨学生。该年有旅沪俄侨16229人，绝大部分信仰东正教；参加复活节晨祷仪式的俄侨多达1万人以上。次年淞沪会战后，上海沦陷，华俄学校停办，上海中国正教协会亦停止活动。
民国29年（1940年），复活节参加晨祷的俄侨达到1.2万人，在上海的数百名东欧国家外侨也参加了晨祷仪式。是夜，上海各个东正教堂张灯结彩，彻夜祈祷。民国31年（1942年）5月，中华正教会任命罗果仁大司祭为圣母大堂堂长。这一年，上海有俄侨2.1万人、东正教堂10所。

#### 教区分裂
抗战结束后，民国35年（1946年）初，大主教魏克托尔宣布中华东正教会归正莫斯科牧首区，改称中华东正教会。
1月15日，魏克托尔抵达上海，要求伊望服从教区当局并加入莫斯科宗主教区，但后者拒绝了。魏克托尔于是提议上海神职人员以大会形式，承认阿列克谢一世牧首的首领地位。随后两个月内，上海的局势仍然不明朗。苏联领事馆在移民中鼓动承认苏联公民身份并返回苏联。同时，魏克托尔则斥责了伊望。伊望则坚持反苏立场，并向国民政府密告魏克托尔在上海沦陷期间“通敌”。流亡在慕尼黑的俄罗斯正教会域外教会则于5月10日电令伊望“坚守岗位”，并晋升伊望为大主教。6月15日，魏克托尔正式向伊望递交了莫斯科牧首关于免去他主教职务的命令，并任命前新疆教区主教尤韦纳利为新的上海教区主教。国民政府方面承认伊望为管辖所有堂口的主教，并于8月由上海警备司令部扣押了魏克托尔；后者经苏联政府干预后释放。为此，魏给伊望绝罚处分。上海东正教会至此分裂。圣尼古拉斯等2所教堂归属中华东正教会，圣母大堂等7所教堂归属域外教会。俄侨在政治上也出现分化。次年，苏联政府开始撤回本国侨民。民国37年（1948年），苏籍侨民增至1万余人，无国籍俄侨（白俄）降至9000余人。
民国38年（1949年）初，国际难民组织将部分无国籍俄侨撤至菲律宾，这项工作从1月持续到5月初；伊望随后则转去西欧及美国旧金山。同时，随着大批俄侨撤离上海，上海俄国正教协会自行结束。1966年7月2日，他在祈祷时去世。
1949年中华人民共和国成立初期，上海俄侨不足2000人，上海教区则由苏联籍大司祭罗果仁主持，有外籍神父7人。

### 杜润臣主教时期（1950—1965）
1950年9月26日，莫斯科牧首区任命华籍天津教区主教杜润臣负责上海教区。11月26日，杜润臣带领王泉生、卢亚夫等从北京来到圣母大堂，接管上海教区工作。这时，东正教徒不足1000人（含中国教徒45人）。

1953年12月2日，杜润臣主教在给尼古拉都主教的信中说：
自新中国诞生后，（……）除东正教以外，无论基督教或是天主教，经过了革新，都在蒸蒸日上，惟独东正教依然如故，毫无进展，反而趋向末路，这是令人痛心的事。
东正教在中国自立的问题，我从来没有想过这件不可能的事，教友的稀少，人材的缺乏，经济的困难，这一切是你所知道的，可是另有更大的难处，是东正教会尚存在着人为的很多缺点，成了教会发展的障碍，且被社会人士所不齿，（……）两年前确有不少的基督徒和外教人来考查东正教，对教义甚为满意，但日久发现了俄中神品生活的腐化，贪爱世俗，争名夺利，等等暗昧的行为，都已退去矣，至于基督徒进东正教的问题，已是事过境迁，早成泡影了，许多传道的机会都已错过。（……）

在上海的教会，已到了山穷水尽的地步，困难万分，（……）祇有以信心仰望上帝施恩了。
1956年3月30日，中苏两国政府签订《关于交接在中华人民共和国的俄罗斯东正教会和莫斯科大主教区所属东亚教区财产的议定书》，规定上海东正教会与俄罗斯东正教和莫斯科牧首脱离关系。5月，上海市人民委员会与苏联政府访华代表团对上海市东正教会房地产进行交接，并签署了交接文件。同月24日，魏克托尔离开中国，前往苏联；1966年9月18日，他在克拉斯诺达尔病逝。9月28日，在沪东正教房地产正式移交中国政府。同年，在圣母大堂成立自主中华东正教会，杜润臣被推选为上海市政协特邀委员。
1958年初，上海教徒有136人（含中国教徒52人）；其中国籍主教1人、神父3人。1961年，全市教徒有86人（含中国教徒44人）；仍有中国籍主教1人、神父3人主持宗教活动。1965年3月3日，杜润臣主教病故，此时仅有中外教徒18人。举行完主教丧礼后，上海教区所有宗教活动停止，教职人员由政府安排转业。杜主教死后埋在上海天主教息焉公墓。至此，以东正教上海教区为名义的所有东正教活动都已经结束。目前，上海教区的东正教友和全中国大陆境内的一样，由莫斯科牧首直接管辖。

## 教堂

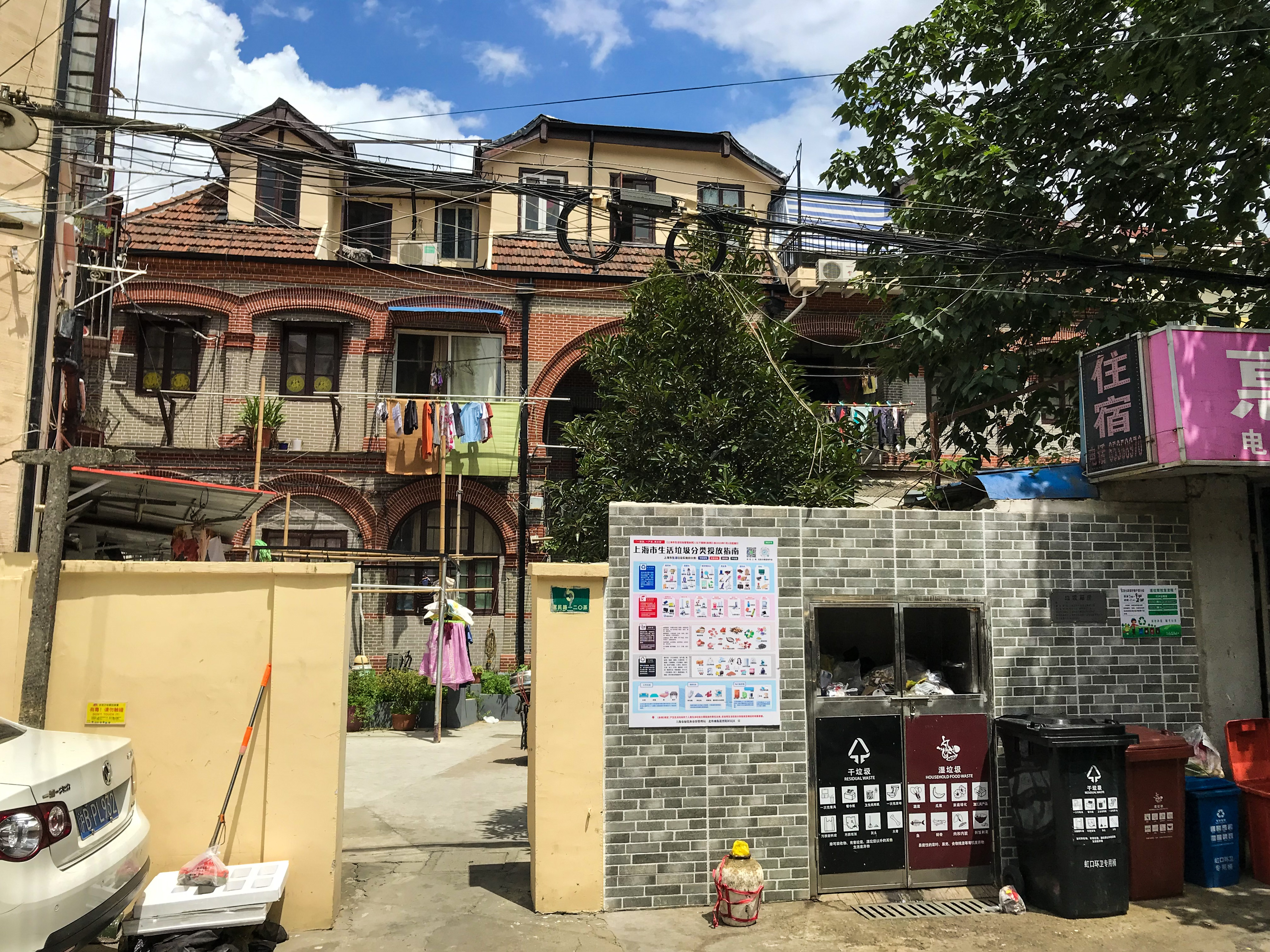
东正教上海教区惠民路救主堂旧址

| 堂名                 | 创建年月      | 地址                             | 备注                                           |
| -------------------- | ------------- | -------------------------------- | ---------------------------------------------- |
| 主显堂               | 1905年2月2日  | 河南北路43号                     | 1932年遭毁。                                   |
| 圣尼古拉斯军人小教堂 | 1922年秋      | 淮海东路583弄13号                | 1934年3月关闭                                  |
| 提唤堂               | 1924年4月     | 衡山路737弄1号                   | 1948年停止活动                                 |
| 救主堂               | 1926年12月    | 惠民路120弄5号                   | 1956年宗教活动停止                             |
| 圣母堂               | 1927年春      | 复兴路1233号                     | 1936年2月停止宗教活动                          |
| 俄国女中圣母堂       | 1930年        | 茂名南路                         | 1948年宗教活动停止                             |
| 安得烈堂             | 1931年        | 霍山路 1933年迁至南昌路220弄13号 | 1948年停止宗教活动                             |
| 圣尼古拉斯教堂       | 1934年3月31日 | 皋兰路16号                       | 1955年8月关闭，2010年恢复外籍人士宗教活动      |
| 圣母修道院教堂       | 1934年5月     | 复兴中路1229号                   | 1948年宗教活动停止                             |
| 圣母大堂             | 1936年2月     | 新乐路55号                       | 1962年停止宗教活动，2013年恢复外籍人士宗教活动 |

## 教职人员
| 姓名                                         | 圣名       | 生卒                         | 职务                                        | 晋铎           |
| -------------------------------------------- | ---------- | ---------------------------- | ------------------------------------------- | -------------- |
| 西蒙主教（谢尔盖·安德烈耶维奇·维诺格拉多夫） | 西蒙       | 1876年—1933年2月24日         | 上海教区主教（1924年9月17日—1931年6月26日） | 1920年7月25日  |
| 魏克托尔（列昂尼德·维克托罗维奇·斯维亚金）   | 魏克托尔   | 1893年8月2日—1966年9月18日   | 上海教区主教（1932年10月21日—1933年3月1日） | 1922年         |
| 上海及旧金山的圣伊望                         | 伊望       | 1896年6月4日——1966年7月2日   | 上海教区主教（1934年5月28日——1949年5月4日） | 1926年11月21日 |
| 杜润臣                                       | 德奥多若   | 1886年2月11日——1965年3月3日  | 上海教区主教（1950年9月26日——1965年3月3日） | 1941年9月16日  |
| 王泉生                                       | 弥哈依尔   | 1924年1月27日——2015年6月2日  | 司祭                                        | 1958年         |
| 文子正                                       | 伊利亚     | 1896年11月19日——2007年6月9日 | 首席司祭                                    | 1925年         |
| 卢亚夫                                       | 艾夫盎颉尔 | 1927年4月21日——2017年3月5日  | 大辅祭                                      | 1950年6月      |
| 李奉慈                                       | 弥哈伊尔   | 1925年1月28日——2016年5月12日 | 金盔大司祭                                  | 1950年8月      |